# Agnes Baltsa
Agnes Baltsa (Aγνή Mπάλτσα), grška mezzosopranistka, * 19. november 1944, Lefkada, Grčija.
Agnes Baltsa je vodilna grška mezzosopranistka.